# 亜空軍
亜空軍（あくうぐん）とは、任天堂のコンピュータゲーム『大乱闘スマッシュブラザーズX』（以下「スマブラX」と略する）のアドベンチャーモード「亜空の使者」（あくうのししゃ）に登場する架空の軍団である。
「亜空の使者」において、プレイヤーキャラクターが暮らす「この世界」の支配を目論むタブーが、この世界に住む悪の住人やMr.ゲーム&ウォッチの体内から抽出された影虫という物質を使って作り上げた怪物や、人質に取ったエインシャント島のロボットたちで結成した軍団である亜空軍は、タブーの目的であるこの世界の支配を達成するため、メタナイトから奪った戦艦ハルバードを駆って各地に影虫から作った兵士をばら撒き、さらに亜空間爆弾を使ってこの世界を切り取って回っていた。
タブーが倒された後の亜空軍についてはゲーム中や「スマブラ拳!!」で語られておらず、その後の動機も不明であるが、亜空軍の一部雑魚敵キャラクターは『大乱闘スマッシュブラザーズ for Nintendo 3DS』の「フィールドスマッシュ」モードや『大乱闘スマッシュブラザーズ SPECIAL』（以下「スマブラSP」）の「スピリッツボード」「灯火の星」モードに登場している。

## 構成員

### 主要キャラクター
タブー（Tabuu）
スマブラXオリジナルキャラクターの『亜空の使者』における一連の黒幕であり、同モードの最終ボス。
スマブラXの舞台となる「この世界」とは異なる世界で生まれた存在で、亜空間でしか行動できない水色に光る半透明の人型のキャラクター。身体や羽根には電気信号やコンピュータ回路など電脳世界を思わせる光の紋様が走り、攻撃時に、胸のコア以外の身体の形状が変化することがある。
その目的は「この世界」を切り取り、亜空間内部に引きずり込むことである。
まずは双方の世界に存在できるマスターハンドを下し利用することで「この世界」への干渉を可能とし、さらにクッパやワリオなどの「この世界」の悪の住人を掌握し手駒にする。こうしてある程度の戦力を整えた後本格的な侵攻の準備をするべく、空中に浮かぶ謎の島「エインシャント島」を占領。島に住むロボットたちの高度な技術力を利用し、「この世界」を亜空間に引きずり込む「亜空間爆弾」と、命中したファイターを瞬時にフィギュア化する「ダークキャノン」を開発させた。また味方に引き入れたMr.ゲーム&ウォッチの身体から「影虫」を無限に抽出して無数の怪物を作り出し、エインシャント島のロボット達も加えた亜空軍を編制し、移送手段としてメタナイトから戦艦ハルバードを鹵獲し「この世界」への侵攻を開始。終盤、キャラクターたちを全滅させた後は亜空間爆弾によって切り取った「この世界」の各部を亜空間にて再構成し、虚構の世界「大迷宮」を創り出した。
戦闘能力は極めて高いものがある。ガノンドロフはおろか「この世界」の創造者・マスターハンドの攻撃すら弾き返して返り討ちにするほどの能力を持つ他、背部から光り輝くチョウのような羽根を生やして自らの周囲一帯に波動を放つ「OFF波動」という最後のきりふだは、かなりの広範囲に渡るキャラクターを一撃でフィギュア化する威力を持つ。
最初の対峙では、キャラクター達を待ち構えてOFF波動により、亜空間に集結したファイター達を文字通り一瞬で全滅させた。その後、別行動を取っていたデデデ、ネス、ルイージと、デデデが開発したブローチを飲み込んでいたおかげで復活したカービィらの活躍により復活したファイターたちと大迷宮の中心部で再び対峙した際も再度OFF波動で殲滅しようとするが、発動の直前に何処からともなく現れたソニックの奇襲により発動に失敗し、羽根の一部を破壊されてOFF波動の威力・規模を弱められた状態（それでもファイター達の戦闘距離における威力は依然として一撃必殺級を維持している）でファイター達の肉薄を許し、死力を尽くす激闘の末に敗北。消滅すると同時に亜空間に引き落とされた「この世界」の殆どが元に戻り、亜空間の穴はすべて塞がった。
「スマブラSP」ではスピリットとして登場した。
なお、タブーの綴りは“Tabuu”であり、「禁忌」の“Taboo”とは異なる。
マスターハンド
「この世界」の創造主。亜空間と「この世界」を自由に行き来できる特性を持つ。当初は世界を亜空間に飲み込もうとする亜空軍の首領を思わせる登場をするが、前述のように実際には真の黒幕であるタブーに操られており、突き刺さった光の鎖で操作されている文字通りの「操り人形」となっていた。同作の「シンプル」モードとは異なり、ファイターたちと闘うことはなかった。
物語の終盤でタブーがガノンドロフの前に姿を現した時に、ガノンドロフが真相を知りタブーに攻撃を仕掛けたことで、光の鎖から解放される。この時に光の鎖が刺さっていたところには傷ができており、血らしきものが出ている。その後、正気を取り戻しタブーに反撃するが返り討ちにされた。この後は倒れたままで、どうなったかは不明である。
なお、「スマブラSP」でも光の化身キーラに操り人形にされ、クローンまでもファイターたちの様に作られてまで操り人形にされた。
亜空の使者にはクレイジーハンドは登場しなかった。
ガノンドロフ
声 - 宮田浩徳
亜空軍の最高責任者的な立場。
マスターハンドの側近たる司令官として、実働部隊のクッパ軍団に逐次指示を出している。また、エインシャント卿を裏切ってロボット軍団を、ファイター達もろとも大量の亜空間爆弾で自爆させようと手元のスイッチで強制的に従わせたり、亜空砲戦艦を動員し砲撃の指示をしたり、クッパと共にマスターハンドの謁見に向かう際クッパを不意打ちしてフィギュアにしたりと、悪役振りも遺憾なく発揮している。
黒幕たるタブーの存在を知らないまま操られたマスターハンドに従い行動していたが、マスターハンドが操られていることを知るなりタブーに攻撃を仕掛けるも、あっけなく返り討ちにされてしまう。その後、リンクとゼルダによって復活し、共にタブー打倒に向かった。これは原作とは全く関係ないフィギュアの世界の出来事とはいえ、ゼルダの伝説シリーズにおいて主格となる3人が任天堂ゲームにおいて共闘する唯一のシーンである。
実はマスターハンドに忠誠を誓っていたわけではなく、従っているフリをしてマスターハンドを倒し、自らがのし上がろうと企んでいた。実際に作中ムービーでも、マスターハンドに敬礼しつつ邪悪な笑みを浮かべる描写がある。また、クッパとはマスターハンドへの忠誠心以外にも馬が合わなかったらしい。
クッパ
ダークキャノンを用いて計画の脅威になりうるファイターたちの撃破・捕獲を担当している。
ガノンドロフと同じく、タブーの存在を知らないままに指令に従っており、マスターハンドの指示によりクリボー、ノコノコ、ハンマーブロス等のクッパ軍団を率い、ダークキャノンと影虫で作った偽者のファイター（ニセクッパ、ニセピーチ、ニセゼルダ、ニセディディーコング）を使って悪事の限りを尽くす。終盤は亜空砲戦艦を動員し、ガノンドロフと共に艦橋から砲撃を指示して戦艦ハルバードを撃沈するも、カービィの乗ったドラグーンの一撃で亜空砲戦艦は破壊され、亜空間に撤退。マスターハンドに報告へ向かうが、背後からガノンドロフの不意打ちを受け、フィギュアにされてしまう。
その後、デデデに発見されて再び目覚め一騎討ちを挑むが敗れる。マスターハンドを操っていたタブーを真の敵と認識してファイター達と共闘を決意し、和解する。最終決戦に必ず参加できるキャラクターの一人となる。この時タブーに倒されフィギュア化していたガノンドロフにお返しとばかりに攻撃を加えるなど、原作に通ずるコミカルな一面も見せる。
マスターハンドには忠実だが、内心ではガノンドロフの事が気に入っていなかった。
ワリオ
声 - チャールズ・マーティネー
ダークキャノンを用いて計画の脅威になりうるファイターたちの撃破・捕獲を担当している。
マジックハンドを装備した専用カーゴ（運送機）に乗り込み、ダークキャノンを用いてファイターたちをフィギュア化してまわっていた。しかし、途中でデデデにカーゴを回収したフィギュアごと強奪され、リュカとポケモントレーナーに自ら襲い掛かるも返り討ちにされフィギュア化。さらには亜空間爆弾で遺跡もろとも亜空間に吸い込まれてしまうなど散々な目に逢い続けた。その後はデデデのブローチによって復活したファイターによって、タブーに倒されフィギュア化してしまった他のファイターと共に回収されて復活するが、事態を理解せずデデデにお返しの一撃をかました後、ルイージとネスとデデデに説明されて和解し、なし崩し的に大迷宮に乗り込んでいった。
ガノンドロフ、クッパと同様、やはりタブーの存在は知らずに動いていたが、その目的に関して深く考えておらず、自分の気の向くままに好き勝手にしていた。
Mr.ゲーム&ウォッチ
母艦となる戦艦ハルバードの操縦、影虫の生成を担当している。
作中で敵として姿を見せる期間は僅かでファイターたちと戦うこともないが、敵勢力の根底に係わっているある意味での重要キャラクターだった。亜空軍兵士の材料となっていた「影虫」はMr.ゲーム&ウォッチ当人の体内に存在する物質から無限に抽出されるものであり、それを発見したタブーによって亜空軍は生み出された。
メタナイトから奪い亜空軍の母艦と化した戦艦ハルバードを、影虫から作り出した自身の分身と共に操縦し、亜空軍の移動手段となると共に世界各地に影虫を散布し兵士を送り込んでいた。ストーリー後半に、メタナイトたちがハルバードに潜入した際に初めて姿を見せるが、登場するなりスネークの攻撃を受け、ハルバードの艦橋から甲板へ叩き落される。その後、大量の影虫を吸収し、デュオンへと変身して襲い掛かるが、ファイターたちとの闘いに敗れ、フィギュアに戻る。フォックスに止めを刺されそうになるが、ピーチが再び復活させ、彼女の仲立ちによってファイターたちと和解し、その後は改心して共にタブーとの闘いに向かう。
彼自身には善悪の観念がなく、そのため自身が与えている影響を理解していない状態で亜空軍に加担していた。
エインシャント卿
亜空軍の首領。ロボット軍団の指揮、及び亜空間爆弾の設置・起動を担当している。
ゲーム中最初に姿を現す亜空軍主要キャラクターで、目以外全身をローブで包んで正体を隠している。しかしストーリーが進むにつれ、作戦に苦悩している様子がうかがえたり、ロボット軍団が身を挺してまで守ろうとするなど、謎が深まる描写をされている。
後半に判明するその正体は、エインシャント島のロボットたちのリーダー、マスターロボットである。ロボット軍団のエインシャント卿に対する絶対的な忠誠心はこのため。
彼らロボットたちが亜空軍にいたのは、自分たちが生活していたエインシャント島を科学技術に目をつけたタブーに占拠され、むりやり協力させられていたためである。姿を隠して「エインシャント卿」として行動しているのは、亜空軍に加担することになった罪の意識からであり、本意ではないことを示すものだった。
ファイターたちが亜空間爆弾工場に攻めて来た時には、自分たちに敵意がないことを示し、ロボット軍にもこれ以上ガノンドロフの命令を聞かないよう促す。しかしガノンドロフが亜空軍の最終兵器・亜空砲戦艦が完成したことでエインシャント島は既に用済みとなったため裏切られ、ガノンドロフは大量の亜空間爆弾を起爆させて戦艦用の通行口となる穴を作るべく、ロボット軍団に強制命令を下す。これを止めるべく、正体であるマスターロボットの姿を現してファイターたちに協力し、亜空軍を撃退する。しかし最早手遅れの状態であり、ファイターたちと共に工場からの脱出には成功するものの、亜空間爆弾の起爆は止められなかった。さらにあまりにも大量の亜空間爆弾によって亜空間に落とされてしまったエインシャント島は、タブー撃破後、亜空間の穴が収束した後も消失したまま行方知れずになってしまった。

### ボスキャラクター
ガレオム
スマブラXオリジナルキャラクター。
亜空軍の大型兵器で、ドンキーコングに近い姿勢で立つ四足歩行形態から低空飛行で高速移動する戦車形態に変形可能。また、巨体を活かした殴打や踏みつけ、背部からのミサイルなどで攻撃する。
ゲーム中では2回戦い、1回目は荒野を走行中、マルス、アイク、メタナイトの追撃を受けて逃げ、ジャンプした衝撃と自重で足場を踏み壊し遺跡の地下へ落ちた後、偶然遺跡の最深部にいたリュカとポケモントレーナーとさらに交戦。敗北後、最後の力で彼らを捕捉し、頭部に搭載されていた自爆用の亜空間爆弾を起動させ道連れにしようとするが、彼らを捕まえた右手をリュカがPKサンダーで破壊して脱出し、メタナイトに救助されたため、近くにあったワリオのフィギュアを巻き込んだだけで失敗に終わっている。
戦闘不能になるダメージを受けても、影虫を放出したり分解される事はなく、ショートし火花を散らしていた点などから、影虫で構成されたのではなく純粋に機械によって動くロボットである可能性もあるが、詳細は明らかにされていない。
「スマブラSP」でもボスキャラクターとして再登場。「勝ち上がり乱闘」における一部ファイターでの最終ステージ、および「灯火の星」の特定箇所で戦うことになる。
デュオン
スマブラXオリジナルキャラクター。
戦艦ハルバードの操舵室からスネークの攻撃によって外に追い出されたMr.ゲーム&ウォッチが、多数の影虫を吸収して変貌した姿。陰陽太極図柄の車輪を持つ下半身を持ち、そこから2つの騎士の甲冑を思わせるロボットの上半身が生えたような姿をし、上半身は前面部の刀剣を装備した青い体（ソードサイド）と、背面部の砲塔を装備したピンク色の体（ガンサイド）とで構成され、時折交代してそれぞれが異なる攻撃を仕掛けてくる。
スネーク、ピーチ、シーク（ゼルダ）、フォックス、ファルコ、ルカリオによって倒され、Mr.ゲーム&ウォッチを解放させることに成功した。
ボスパックン
マリオシリーズからの客演キャラクター。
クッパ、ワリオと同様に亜空軍側の立場らしく、マリオをスタジアムから場外に吹っ飛ばしてカービィの前に立ちはだかり、両腕にピーチとゼルダが監禁された二つの鉄カゴを持って暴れ回るが、カービィに倒される。
助けられるのはどちらか一人で、ダメージを多く与えた方のカゴを壊すことが出来る。また、本体に攻撃すれば両方のかごにダメージを与えられ、どちらを助けたかによってその後のストーリーが若干変わる。一方、大迷宮での再戦時&ボスバトルではカゴの中に誰も入っておらず、体力ゲージの表示が単に「カゴ」となる。
なお、「スマブラSP」より参戦したパックンフラワーは、「最後の切りふだ」として本作デザインのボスパックンを召喚する。
レックウザ
声 - 小西克幸
ポケットモンスターシリーズからの客演キャラクター。
湖から現れ、墜落していたアーウィンを破壊し、その横にいたディディーコングを襲おうとするもフォックスに阻止され、そのまま彼らと交戦し、敗れる。
主な攻撃手段としては長い身体を活かした「アイアンテール」や口からの「はかいこうせん」、「かみなり」などの技を使う。鳴き声は、劇場版ポケットモンスターでのレックウザと同じく小西克幸によるもの。
ボスキャラクターとして登場するが、ディディーコング、フォックスと鉢合わせして戦闘する形となっており、亜空軍の一員かは不明である。
ポーキー
MOTHERシリーズからの客演キャラクター。
『MOTHER3』の子供の体型のまま老いた姿で登場。最初は「キングの像」に乗り込みリュカを襲うが、リュカを助けに登場したネスのPKフラッシュで像を破壊された直後に『MOTHER3』で最後に戦った際の移動メカに乗った姿となり襲い掛かるが、2人に倒される。
スマブラXという外伝的作品ではあるが、本作でネスと『MOTHER3』のポーキーが初めて同時に登場することとなった。
ボスキャラクターとして登場するが亜空軍の一員かは不明。一応、プリムら亜空軍兵士と一緒には登場するが、キングの像で敵味方関係なく押しつぶして歩いていく。カービィのストーンで移動メカの特定の場所にぶつけると連続でヒットし瞬殺することができる。
リドリー / メタリドリー
メトロイドシリーズからの客演キャラクター。
研究施設でリドリーとして登場し、サムスとピカチュウに奇襲をかけるも敗北、その後、メタリドリーとして復活し、亜空間爆弾工場の後半ではファルコンフライヤーに乗って工場からの脱出を図るサムス、ピカチュウ、キャプテン・ファルコン、ピクミン＆オリマー、ドンキーコング、ディディーコング、ロボット一行に追撃を仕掛けるが、彼らによって倒された。
「スマブラX」ではボスキャラクターとして登場するが、亜空軍の一員かは不明。ただし、亜空軍の施設内で意図してファイターたちを襲撃している。
『亜空の使者』の亜空間爆弾工場におけるメタリドリー戦はメトロイドシリーズ恒例の「制限時間内脱出」仕様で、ファルコンフライヤーで脱出中に戦闘を行う形となっており、2分の制限時間で倒さなければならない。制限時間内に倒せないと亜空間爆弾の爆発に巻き込まれてミスとなる。
「スマブラSP」ではファイターとして参戦。カラーチェンジでメタリドリーに似た形状に変更可能。
ファイターキャラクターの影
大迷宮までに登場したキャラクターの姿を模した「影」（コピー）。収集された亜空軍とファイターたちの戦闘データを元にタブーが再生ボスキャラクターとともに生み出した存在。
不気味な虹色をしており体格もオリジナルより若干大きいが、それ以外はオリジナルとほぼ同じ能力を持つ。大迷宮の守護者として、再生ボスと共にプレイヤーを待ち受けている。

### 雑魚敵キャラクター
プリム
亜空軍の基本兵力。見た目はサンドバッグに手足が生えたような人形などを思わせる少々ユーモラスな雰囲気漂う人型である。目には数種類パターンがあり、ゲームを起動するたびにランダムで変わる（赤目、青目、一つ目、無眼等）。基本タイプであるプリムのほか、ソードプリムやメタルプリムなど何種類かの強化タイプがある。なお、映像中では赤目で武装していないものしか登場しない。
ソードプリム
剣を持ったプリム。倒すとビームソードをよく落とす。
ブーメランプリム
ブーメランを持ったプリム。ブーメランを投げて攻撃するほか、ブーメランで直接攻撃することもある。
バズーカプリム
バズーカ砲を持ったプリム。三連射攻撃とチャージ弾の二種類を使い分ける。
ファイアプリム
赤色のプリム。遠くまで飛ぶ火の玉か火炎放射を吐く。
メタルプリム
全身が金属でできたプリム。防御力が高く、ひるまない。
ビッグプリム
通常のプリムより一回り大きいプリム。体力や攻撃力も高い。
ガルサンダー
電撃属性のガル。
以下のガル3種は車輪のような殻を持ち、地形に張り付いて転がるように移動する。ファイターが近づくと殻が開き、中にある3つの噴射口から属性ごとの攻撃を行う。
ガルファイア
炎属性のガル。ほかのガルと比べて攻撃力が高い。
ガルアイス
氷結属性のガル。ファイターを凍らせる冷気を放つ。
スパー
雲の身体に頭に電池が付いた敵。ダメージを受けると体が黒くなり、稲妻のビームを放つ。
サイマル
鉄球のような体に4つの刃が付いた敵、ファイターが近づくと刃を回転させ、飛び道具も反射する。
デスポッド
ドクロマークの顔に2門の大砲が付いた敵。空中でファイターに狙いを定め、弾を連射する。
ギラーン
巨大な鎌の付いた乳母車のような敵。そのまま鎌を地面に突き刺すほか、ジャンプして鎌を回転させることもある。
パッチ
空飛ぶ一つ目の触手が生えた金魚のような敵。ファイターに接近して電撃を放つ。
ポッパラム
タライのような脚部に物を詰め込んだ敵。ファイターに気づくと物をばら撒きながら逃げ出す。
タウタウ
大型の羊のような敵。攻撃を受けて目を覚ますと鬼のような形相になって暴れ出す。
マイト
亜空軍のマークの頭部に棒人間の身体が付いた小さな敵。集団で現れるかジェネレーターから現れることが多い。黄、赤、緑の3種類が存在する。
ブーバス
ラッパのような頭部を持った敵。ファイターを見つけると強風を吹いてファイターを押し出す。
テキン
鶏のような鎧を持つ敵。頭部のトサカで攻撃したり空を飛んで押しつぶし攻撃をしたりする。倒すと中から小鳥が出てきてそのまま飛び去って行く。
アロアロス
鋭い嘴と虹色の羽根が特徴の鳥のような敵。ファイターに向かって急降下して突き刺し攻撃を行う。地面に突き刺さっている間はアイテムとして拾って投げることで利用できる。
ブチュルス
普段は地面に潜っているが、ファイターが近づくと地面から飛び出し、ファイターに吸い付いてくる。吸い付いた後はイチゴのような腹部が膨張する。
ボトロン
頭部のヘリコプターで空を飛び、上空から熱した鉄くずを落として攻撃してくる敵。
フロウス
人型の幽霊のような敵。ファイターと重なって怨念のようなもので攻撃する。ダメージを受けても時間経過で回復する。
バイタン
球体の身体に一つ目が付いた敵。体当たりで攻撃し、放っておくと分裂する。小・大の2サイズが存在する。
アラモス卿
騎士のような頭部に細長い腕が付いた敵。画面奥から特徴的な笑い声を上げながら出現し、巧みな剣術を行う。
ローダ
一輪のバイクのような敵。高速でファイターめがけて突進してくる。たまに転倒することもある。
キャタガード
西洋風の兜にキャタピラを付けた敵。胸部から槍を出して攻撃したり槍を飛ばして攻撃する。ダメージを受けると弱点である頭部のランプが露出する。
ンガゴグ
関取のような敵。ダメージを受けるたびに巨大化して強くなっていく。
コッコン
操り人形のような敵。長い爪で攻撃したり目からビームを放ったりする。
ファウロン
空飛ぶ絨毯のような敵。口元のバンパーでファイターを跳ね上げ、ファイターを乗せて上空へ連れ去ろうとする。
シェリー
カブトムシのような鎧を付けた大型の敵。角を使った突き上げ攻撃を行う。ダメージを受け続けると鎧が壊れて本体が顔を出すが、変わらず頭突き攻撃を行う。
ボンヘッド
頭部が爆弾になっている敵。頭部の爆弾を投げた後は頭部が復活するまで逃げ去っていく。
ジェイダス
巨大な刃を持った影のような敵。素早い切り裂き攻撃を行う。胸部のコアが弱点。
ギャムギャ / ギャムギャベース
本体である「ギャムギャ」とそれを支える4つの「ギャムギャベース」からなる敵。本体は目からビームを数発発射する。本体が倒れるとベースごと倒れる。
アーマン
キャタピラが付いた胴体と上部から生えた竜の首を思わせるデザインの巨大なアームで構成されるロボット。アームで噛みつくように攻撃を仕掛けてくる。アームを壊すと胴体が上下に分割し、緑色の本体が剥き出しになってしばらく無防備になるため、それを攻撃してダメージを与えられる。
ジャキール
球体にトゲが生えた、電撃または炎をまとった敵。倒すことはできない。
ジェネレーター
中から亜空軍を生み出す穴。攻撃を与えることで壊すことができる。
ミズオ
戦艦ハルバード内で1体だけ存在するキャラクター。ファイターと対峙することはない。青い球体の身体に手足が生えた見た目で、糸のようなもので吊り下がっている。
ロボット軍団
エインシャント卿（マスターロボット）が率いているロボットたち。数が非常に多く量産型と思われる。いずれもエインシャント卿に絶対的な信頼を寄せている。作中では、ロボットアタッカー、ロボットブラスター、ロボットランチャーの3種類が確認できる。
ロボットアタッカー
ロボット軍団の基本タイプ。ファイターに接近して近接戦闘を行う。
ロボットブラスター
目からビームを放つ灰色のロボット。ファイターと一定距離を保ちながら飛ぶタイプとその場から移動しないタイプが存在する。
ロボットランチャー
目の部分がミサイルの発射口になっている緑色のロボット。その場から動かず、ファイターを追尾するミサイルを発射する。
クッパ軍団
「マリオシリーズ」に登場する、クッパの部下としてお馴染みの敵キャラクター。クリボー、ノコノコ、パタパタはマリオシリーズと同様に踏みつけることが出来る。
クリボー
体当たりで攻撃してくる。上から踏みつけるだけで倒せる。
デカクリボー
大型のクリボー。普通のクリボーより体力や攻撃力が高い。3回踏みつけると倒せる。
ノコノコ
頭突きで攻撃してくる。倒すと甲羅にこもり、アイテムとして投げることができる。
パタパタ
飛び跳ねながら移動したり、所定の位置を飛び回る。上から踏むとノコノコに戻る。
ハンマーブロス
山なりにハンマーを投げて攻撃する。
キラー
画面外から飛んできて攻撃する。直進するものとファイターを追いかけるものの2パターン存在する。

## 装備
戦艦ハルバード
亜空軍が移動手段として用いていた空中戦艦。船体下部のハッチから影虫を地上に散布し、兵士を送り込む事が可能で、本来はメタナイトの所有物だが、移動手段として目をつけたタブーが強奪した。ハルバードが亜空軍に強奪された経緯はゲーム中では明かされず、後に裏設定として「スマブラ拳!!」に記述された。詳細は、#プレイヤーキャラクター側の用語・設定のメタナイト及びデデデの項を参照。
作中では、スターフォックスシリーズに登場するアーウィン、グレートフォックスと激しい砲撃戦を繰り広げる。また、星のカービィシリーズに登場したハルバードに比べ武装が強化されており、新たにレーザー砲や対空機関砲が多数装備され、2連主砲に取り付けられているアームもアーウィンに命中させるだけの精度と射程、グレートフォックスを艦底に締め上げるだけの力、更にグレートフォックスの攻撃を無効化するほどの強い装甲を持つ。のちに亜空間の穴に突入する際の囮となり、亜空砲戦艦に撃沈された。　
亜空間爆弾
タブーが「この世界」を亜空間に引きずり込むために開発した兵器。前述のようにエインシャント卿が自身の移動メカ下部にぶら下げて輸送し、起動してカウントダウン（ゲーム中では3分後。ほかに設定可能かは不明）終了後にブラックホールのような空間を広範囲に発生させ、爆発した箇所とその周囲を亜空間へと引きずり込む。一度起動させると二度と解除できない上、爆発の際、起動役のロボットが必ず2体犠牲になるという代償があり、エインシャント卿を苦悩させている。また、起動前に破壊すれば無力化することが可能のようで、アイクの攻撃で地面に落下したものは起動不能になっている。
ガレオムも頭部に自爆用として装備していたが、こちらは起動してから15秒強ですぐ爆発する。
ダークキャノン
タブーが「この世界」に存在するファイターたちをフィギュア化するために開発した兵器で、矢印状の光線を放ち、命中した相手を一撃でフィギュア化してしまう。また、作中ではワリオが持っているもの、クッパが持っているもの、クッパがニセピーチまたはニセゼルダに与えたもの、ガノンドロフが持っているものの4つが確認できる。このうちニセピーチまたはニセゼルダのものは、リンクまたはピットによって破壊され、クッパが持っていたものもファルコによって破壊されている。
最終戦でタブーがこれに酷似したレーザーを放つが、関係は不明。
亜空砲戦艦
亜空軍の最終兵器である巨大戦艦で、戦艦というよりは巨大な砲台のような外見をしている。エインシャント島で設計され亜空間で極秘に建造されていた。
先端の主砲からは亜空間爆弾の爆発と同様の効果を持つ光線を放ち無限に「この世界」を切り取ることが出来る他、戦闘火力も凄まじくファイターたちに奪還された戦艦ハルバードを撃墜するが、その直後に破壊されたハルバードから出撃したアーウィン、スターシップ（メトロイドシリーズ）、ファルコンフライヤー（F-ZEROシリーズ）、ドルフィン初号機（ピクミン2）による陽動に翻弄された結果、先回りしていたカービィの乗ったドラグーンの突貫により一撃で崩壊した。

## その他用語
影虫
Mr.ゲーム&ウォッチの体内から無限に抽出される物質。
亜空軍の兵士を構成する物質である他、フィギュア化したファイターのデータを読み取ることで、そのファイターの偽者を作り出すことも可能である（但し作中では、ファイターではない「サムスのパワードスーツ」のコピーが登場している）。また、周囲の影虫を吸収することで巨大化することもある。
大迷宮
ストーリー終盤においてタブーが亜空間へ切り取った世界を再構成し築き上げた虚構の迷宮。『亜空の使者』における最終ステージ。
亜空軍による戦闘の分析によって生み出した再生ボスや、ファイターたちの偽者を守護者として配備している。

## プレイヤーキャラクター側の用語・設定
「この世界」
マスターハンドが創造した、大乱闘スマッシュブラザーズの舞台となる世界の事。『X』での「スマブラ拳!!」や作中の「フィギュア名鑑」でこう呼ばれる。
“イメージ”という命が吹き込まれたフィギュアたちが住人。作中では「ファイター」と呼称されている通り、戦う事でイメージを維持し、“戦闘不能”になるとフィギュアに戻ってしまうが、「この世界」の住人が復活させようとする意思を持った上で、プレート（台座）に触れる事で復活できる。
戦い続ける事でしかキャラクターとして存在できないという世界だが、亜空軍襲来まではそれはそれでルールや規律のある世界だったようだ。
メタナイトと戦艦ハルバード
物語序盤に亜空軍が戦艦ハルバードで空中スタジアムを襲撃するため、プレイヤー側にハルバードの所有者とされるメタナイトも亜空軍の一員かと思わせるような印象を与えている。
しかし、戦場のマルスの前に現れたメタナイトが、マルスと共に亜空軍に立ち向かったことにより、ハルバードを操縦しているのはメタナイトではなく、メタナイトは亜空軍側のキャラクターでもないということが判明する。その後、ストーリーはメタナイトが自身の戦艦を取り返すために亜空軍を追う展開となり、途中でアイクとも出会い、しばらくの間はこの3人で旅をする事となる。
物語後半では、離脱したメタナイトが氷山で出会ったルカリオと共にハルバードに潜入し、既に内部に潜入していたスネークと遭遇し仲間になり、幽閉されていたピーチとゼルダを助けて操舵室に辿り着く。
ハルバードを操縦していたのはMr.ゲーム&ウォッチたちであり、スネークらによって甲板に叩き落されたMr.ゲーム&ウォッチは影虫を吸収し、巨大ロボット「デュオン」に変身して襲い掛かってくる。スネーク・ルカリオ・ピーチ・ゼルダ、さらに戦闘機アーウィンで駆けつけたフォックスとファルコがデュオンと戦い、これを撃破する。
6人がデュオンを倒した後、操舵室に残っていたメタナイトが舵をとったことで、ハルバードの周りを取り巻いていた不気味な赤い雲は消え、ハルバードは真の所有者の元に戻った。
その後、集結したファイターたちは戦艦ハルバードで亜空間への突入を敢行するが、亜空軍の亜空砲戦艦の砲撃によりハルバードは撃墜された。しかしこのハルバードそのものが囮になっていた。爆破したハルバードの中からファイター達が所有する飛行艇が発進し、亜空軍がそれに気を取られている隙にあらかじめドラグーンで先回りして待ち伏せていたカービィが亜空砲を破壊するという算段だった。計画は見事に成功し、撤退する亜空軍を追いかけるように一行は亜空間へ突入した。
デデデの行動とブローチ
デデデは当初、ファイターを襲ってフィギュアを集めたと思えばワリオからもフィギュアを奪ったりするなど、亜空軍の一員なのか味方なのか分からない行動を起こすが、後にそれは「この世界」の完全敗北を阻止するための行動であった事が明かされる。
亜空軍による戦艦ハルバードの強襲には実はデデデが絡んでいた。彼が図らずもメタナイトの足を引っ張ってしまった事で戦艦ハルバードは強奪されたが、その際にタブーと「OFF波動」の存在を知ったデデデは、全ファイターが戦闘不能になって復活させる者が消失し「この世界」側が再起不能になってしまう危険性を察知。
そこで、フィギュアになったファイターを貼り付けてから一定時間後に自動的に復活させる、自分の顔を模したブローチを開発し、フィギュア化したファイターをワドルディら子分と共に探し回っていたのである。
ゲーム中で登場するや否や、ワドルディに怯えていたルイージをいきなり後ろから強襲、ハンマーでふっとばしてフィギュア化。そのルイージを囮に、亜空軍に協力しているワリオが持っていたフィギュアをワリオのカーゴごと奪い取り、居城へと持ち帰る。その後、城にてフィギュアにブローチを付けていたが、その時にクッパの奇襲を受けて城の天井が崩落する。それに巻き込まれた結果自分がフィギュアに戻ってしまい、ルイージ、ネスと共に瓦礫の中に埋もれたため、城に突入したクッパ一味や、カーゴを追いかけて城へやってきたマリオ達には、ブローチを付けたピーチまたはゼルダを除いて発見されなかったが、それは後に勝利の一因にもなっている。その後、城は亜空間爆弾によって亜空間に取り込まれてしまい、瓦礫の下のデデデ、ルイージ、ネスも一緒に亜空間に移動することになる。
終盤において、亜空間に突入しタブーと対峙したファイターたちは、タブーのOFF波動の前に一瞬で全滅してしまう。しかしその頃、亜空間に取り込まれた城に残っていたルイージ、ネスがデデデの付けたブローチの効果で復活。さらにクッパに捕まっていたピーチまたはゼルダに付けてあったブローチを拾って飲み込んでいたカービィも後から復活。彼らの助けによって、フィギュアに戻ってしまったデデデや他のファイターたちは再び立ち上がる事ができた。
ルイージ強襲前の話はゲーム中では諸事情でカットされたため裏設定となっている。他にもゲーム内で亜空間突入以前にメタナイトとデデデが接触することがないため、メタナイトがデデデの計画を知っているかどうかは不明である。